# Luciana Castellina
Luciana Castellina (Roma, 9 agosto 1929) è una politica, giornalista e scrittrice italiana, parlamentare comunista, più volte eurodeputata, autrice di numerose pubblicazioni, presidente onoraria dell'ARCI dal 2014.

## Biografia
Figlia unica del rappresentante milanese di commercio Gino Castellina e di Lisetta Liebman, un'ebrea triestina, da ragazza fu amica e compagna di classe della figlia di Mussolini, Anna Maria. Frequentò il liceo classico Tasso di Roma per poi laurearsi in giurisprudenza alla Sapienza. Nel 1947 partecipò al primo Festival della Gioventù a Praga e in quello stesso anno si iscrisse al PCI. Appena laureata diventò funzionaria della FGCI, del cui settimanale Nuova Generazione divenne direttrice fino al 1962.
Brevemente giornalista presso il quotidiano Il Paese, nel 1963 andò a lavorare presso la sezione femminile del PCI diretta da Nilde Iotti. Allontanata da Botteghe Oscure dopo l'emarginazione subita dalla corrente "ingraiana" all'XI congresso del PCI (febbraio 1966), si impegnò nell'UDI della cui presidenza fu anche membro. Fu arrestata diverse volte nel contesto di manifestazioni di protesta: il 14 luglio del 1948 durante le manifestazioni di protesta contro l'attentato a Palmiro Togliatti; e poi nel 1950 e nel 1956 in analoghe circostanze.

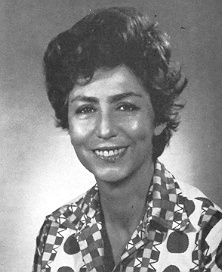
Luciana Castellina nel 1976

Nel 1963 a seguito di una manifestazione degli edili romani (infiltrata da Gladio, la rete segreta della NATO organizzata dalla CIA) fu arrestata e rimase nel carcere di Regina Coeli per quasi due mesi. Fu anche arrestata ad Atene e espulsa dalla Grecia in occasione del colpo di Stato dei colonnelli nel 1967. A seguito dei suoi articoli sulla Primavera di Praga di gennaio, fu radiata dal PCI nel 1970 assieme al nucleo fondatore della rivista (poi quotidiano e anche movimento politico organizzato) Il manifesto, di cui fu redattrice e collaboratrice. Il Manifesto nel 1974 si unì all'ala sinistra del PSIUP diretta da Vittorio Foa, dando vita al Partito di Unità Proletaria per il Comunismo.
Fu eletta nella lista Democrazia Proletaria (cartello elettorale fra varie organizzazioni della nuova sinistra) al Consiglio regionale del Lazio nel 1975, al consiglio comunale di Roma e quindi alla Camera dei deputati nel 1976, in cui fu anche capogruppo. Nel 1979 fu nuovamente eletta, ma nelle liste del PDUP che non faceva più parte della coalizione DP, sia alla Camera dei Deputati, sia al Parlamento europeo per il quale optò dopo pochi mesi. Nel 1983 venne nuovamente eletta alla Camera (dove restò un solo anno), e nel 1984 al Parlamento Europeo.
Nel 1984 con un congresso straordinario il PDUP decise di sciogliersi e di entrare (per alcuni di rientrare) nel PCI. Castellina divenne membro della direzione del partito. Rieletta nel Parlamento Europeo nel 1989, divenne vicepresidente della Delegazione permanente per l'America centrale e del Sud. Quando viene proposto lo scioglimento del PCI Luciana Castellina fu tra i primi firmatari della mozione 2 (presentata da Ingrao e firmata tra gli altri da Natta e Magri) che vi si oppose (marzo 1990). Nel 1992 entrò nel partito di Rifondazione Comunista che si era formato nel frattempo, dove divenne direttrice del settimanale Liberazione.

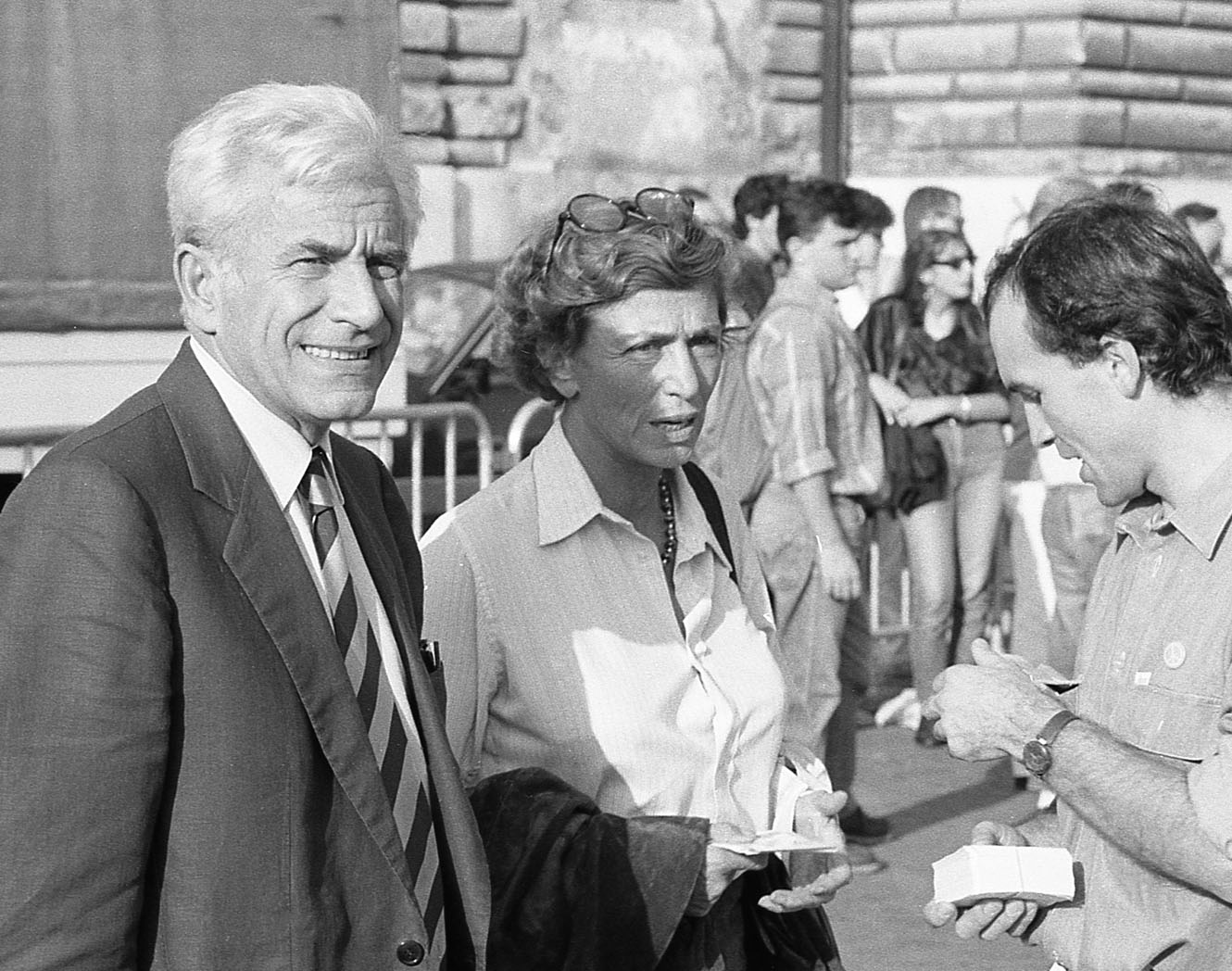
Lucio Magri, Castellina ed Eliseo Milani alla manifestazione del PCI contro la flotta USA nell'Oman in piazza del Popolo, Roma, 17 ottobre 1987

Il 5 aprile 1992 fu rieletta deputato alla Camera in Umbria con Rifondazione comunista, ma si dimise il 6 maggio. Nel 1994 fu eletta nuovamente al Parlamento Europeo (fino al 1999), diventando presidente della Commissione per la cultura, la gioventù, l'istruzione e i mezzi di informazione (1994-1997) e della Commissione per le relazioni economiche esterne (1997-1998). Nel 1995 lasciò Rifondazione Comunista insieme al Movimento dei Comunisti Unitari per dissensi con la linea del segretario Fausto Bertinotti.
Fra il 1980 e il 1984 diresse, assieme a Claudio Napoleoni e Stefano Rodotà, il settimanale Pace e Guerra. Negli anni ottanta è stata anche vicepresidente della Lega per i diritti dei popoli, di cui era presidente il premio Nobel per la pace Adolfo Pérez Esquivel, e coordinatrice, assieme al presidente della Bertrand Russel Foundation Ken Coattes, del movimento pacifista europeo (European Nuclear Desarmement, attivo dal 1982 al 1991). Dal 1999 al 2003 fu presidente dell'Agenzia per la promozione del cinema italiano all'estero "Italia cinema". È stata anche nel consiglio di amministrazione della Fondazione Basso e presidente onorario di Cineuropa, quotidiano online del cinema europeo. Fra il 2007 e il 2010 ha insegnato come professoressa a contratto presso l'Università di Pisa.

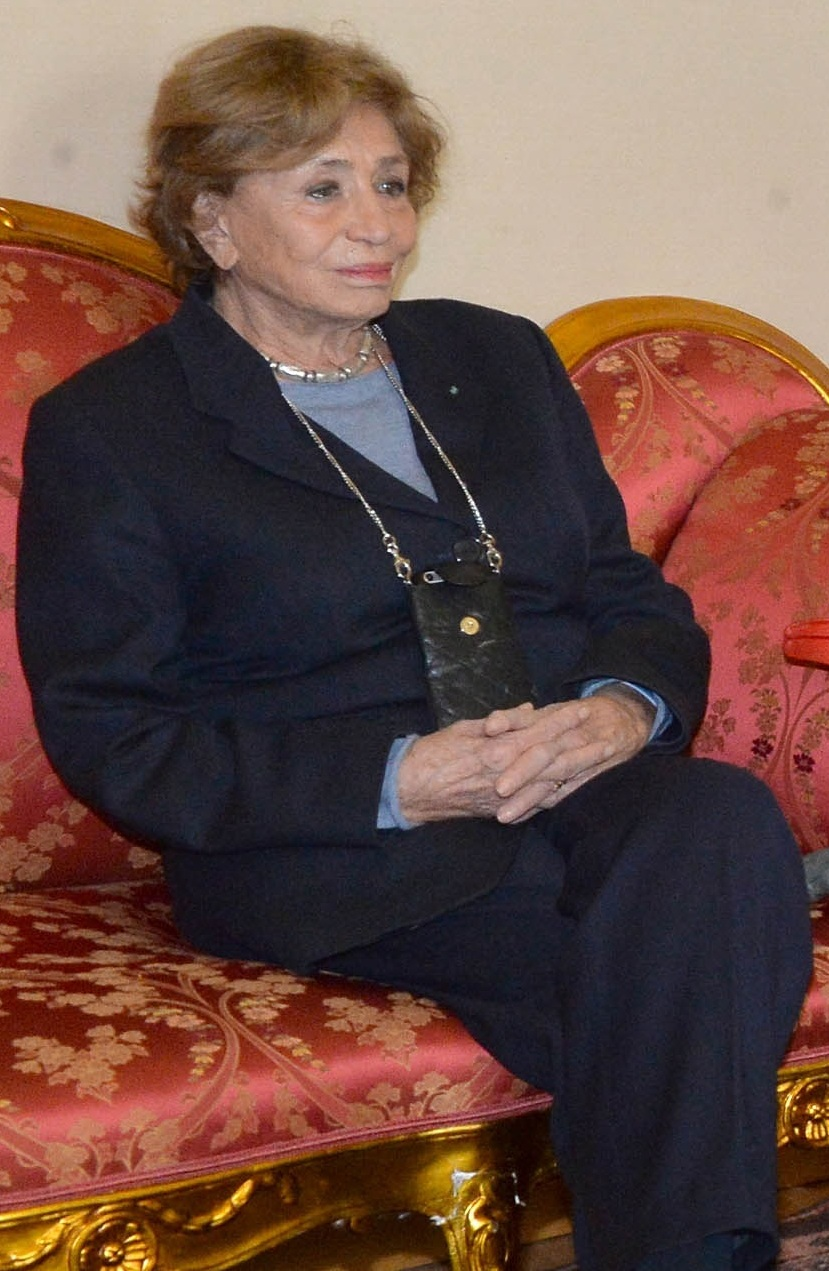
Luciana Castellina nel 2015

Nel 2014 è stata eletta presidente onoraria dell'ARCI. È stata inoltre insignita della decorazione di commendatore della Repubblica Argentina e di quella di ufficiale delle arti e delle lettere della Repubblica Francese. Il suo libro Cinquant'anni d'Europa - Una lettura antiretorica (Utet, 2007) uscì in occasione del cinquantenario della nascita dell'Unione europea. Per ETS nel 2008 ha pubblicato Eurollywood. Il difficile ingresso della cultura nella costruzione dell'Europa. Nel 2010 ha collaborato al volume collettivo  Europa 2.0 Prospettive ed evoluzioni del sogno europeo, edito da ombre corte, a cura di Nicola Vallinoto e Simone Vannuccini con un saggio sul tema dell'identità europea. Membro del Consiglio Nazionale dell'ARCI e Presidente Onorario del sito sul cinema europeo Cineuropa, fa parte del Comitato di consulenza e rappresentanza del periodico Diari di Cineclub.
Nel 2011 ha pubblicato La scoperta del mondo (Nottetempo), il suo diario dai quattordici ai diciotto anni, che racconta la sua adolescenza e la sua iniziazione politica. Il libro fu finalista al 65simo Premio Strega. Nel 2012, con Siberiana (Nottetempo) ha fornito un "diario di viaggio" che intreccia "memorie di cose viste, lette e pensate durante la sua lunga esperienza politica e culturale", in una terra che, "nel ricordo della prigione di ghiaccio che stringeva le catene dei forzati nelle miniere dello zar e dei dissidenti nei gulag staliniani, si rovescia, per i russi, nel simbolo di un perenne Far West dello spirito".
Il 29 gennaio 2015 Nichi Vendola e il gruppo parlamentare di SEL annunciarono che nelle prime tre votazioni per l'elezione del presidente della Repubblica avrebbero votato Luciana Castellina, per poi aderire dalla quarta votazione alla candidatura, avanzata dal Partito Democratico, di Sergio Mattarella. Nella prima votazione Castellina ottenne 37 voti, la terza più votata dopo Ferdinando Imposimato e Vittorio Feltri.
Il 29 marzo 2015 è entrata a far parte della presidenza nazionale di Sinistra Ecologia Libertà, il partito guidato da Nichi Vendola. Il 19 aprile 2015 è stata eletta componente del Comitato nazionale de L'Altra Europa con Tsipras, la coalizione della sinistra al Parlamento europeo. Dal 2017 è membro della direzione nazionale di Sinistra Italiana.
Nel 2019 fu candidata alle europee in Grecia nella lista di Syriza, senza essere eletta.
Nel dicembre 2020, a seguito del conferimento della Legion D'Onore al presidente egiziano Al-Sisi, Luciana Castellina dichiarò di voler restituire la propria decorazione di ufficiale delle arti e delle lettere della Repubblica Francese. La scelta seguì la restituzione della Legion D'Onore da parte di Corrado Augias, come atto di protesta contro la scelta di Emmanuel Macron di conferire la stessa onorificenza al presidente egiziano, accusato col suo governo di voler coprire gli assassini di Giulio Regeni, non collaborando alle indagini sulla morte del ricercatore italiano.
Sposata dal 1953 al 1958 con il dirigente comunista Alfredo Reichlin, ebbe due figli, entrambi economisti: Lucrezia e Pietro. Luciana Castellina è molto legata a Monte Argentario, luogo che frequenta da lungo tempo.
Fra il 2021 e il 2022 ha effettuato lectio magistralis sul tema della violenza sulle donne, conducendo la conferenza dal titolo Ti amo ma non ti voglio bene. Il primo aprile 2023 ha partecipato alla manifestazione sindacale di CGIL e Uil contro il blocco da parte del Governo Meloni delle misure di credito legate al provvedimento del cosiddetto superbonus 110%, oltre che, poco prima, al XX Congresso Nazionale Fillea a Modena, nel febbraio 2023. Nel giugno 2023 è intervistata da Alessandro Gilioli sul palco pubblico di Radio Popolare a Milano, affrontando numerosi temi della modernità.